# ODDS&ENDS/Sky of Beginning
『ODDS&ENDS／Sky of Beginning』（オッズアンドエンズ／スカイ オブ ビギニング）は、supercellのryoとじんの両A面のスプリットシングル。2012年8月29日に発売。発売元はSOULTAG。
ボーカルは音声合成ソフト「初音ミク」。収録曲「ODD&ENDS」はミクのゲーム『初音ミク -Project DIVA- f』のOPテーマであり、『DIVA』シリーズのOPテーマとしては1作目の「こっち向いて Baby」、2作目の「積乱雲グラフィティ」に続いて3作目になる。
初回限定盤A・初回限定盤B・通常盤の3パターンが発売されており、初回限定盤にはオリジナルグッズに加え、Aにはミュージックビデオを収録したBDが、BにはDVDが同梱されている。ジャケットイラストは前作に引き続き、宇木敦哉が担当した。

## 収録曲
1. ODDS&ENDS [5:36]
歌：ryo (supercell) feat.初音ミク
作詞・作曲・編曲：ryo
2. Sky of Beginning [4:42]
歌：じん feat.初音ミク
作詞・作曲・編曲：じん
3. ODDS&ENDS（Instrumental）
4. Sky of Beginning（Instrumental）

Blu-ray・DVD（初回限定盤）
1. ODDS&ENDS（Music Video）
2. Sky of Beginning（Music Video-Edit Version）